# St. Leonhard (Schönenberg)

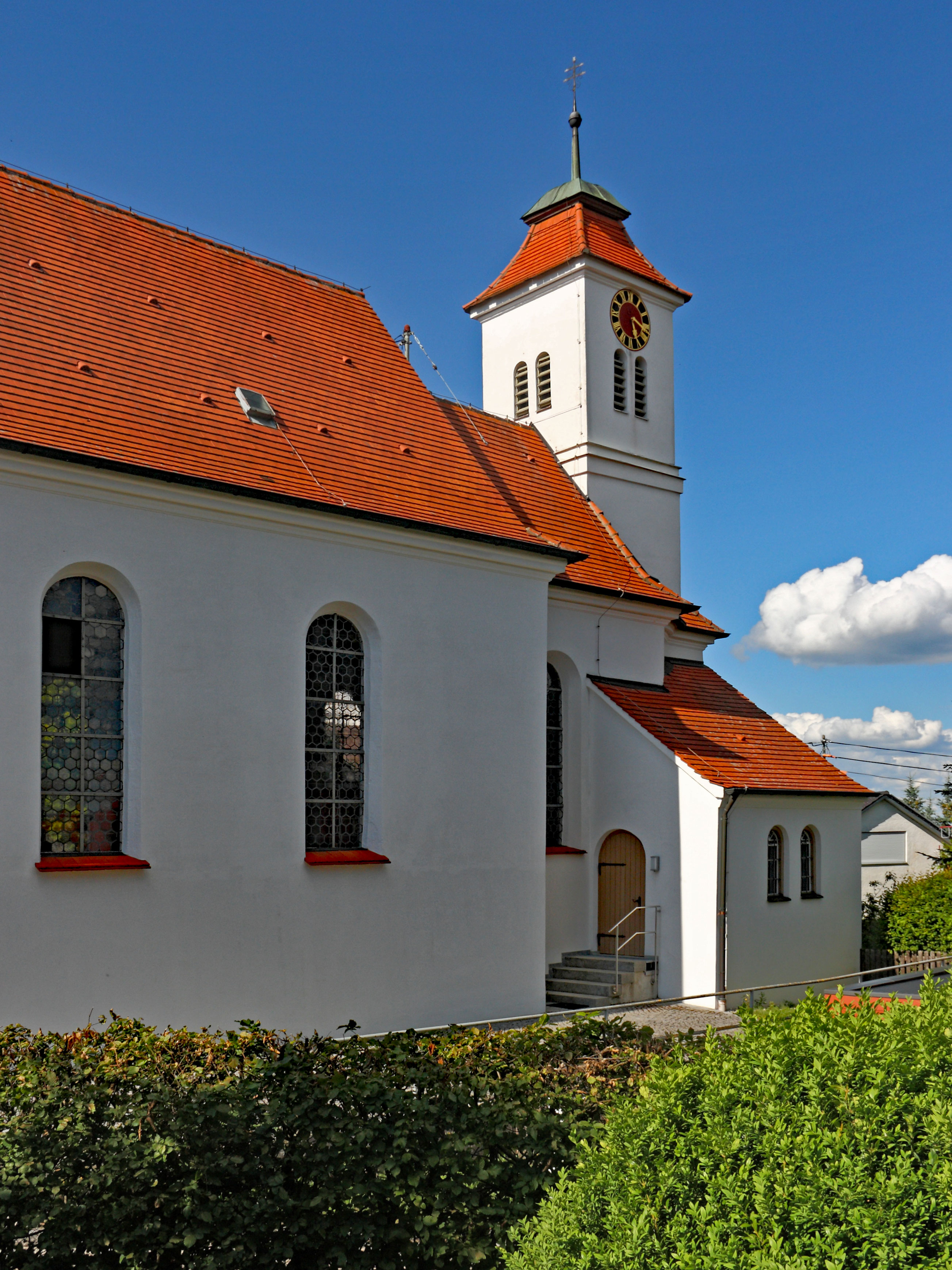
St. Leonhard in Schönenberg

Die römisch-katholische Pfarrkirche St. Leonhard steht in Schönenberg, einem Gemeindeteil von Jettingen-Scheppach im schwäbischen Landkreis Günzburg von Bayern. Das Bauwerk ist in der Liste der Baudenkmäler in Jettingen-Scheppach als Baudenkmal unter der Nr. D-7-74-144-46 eingetragen. Die Pfarrei gehört zum Dekanat Günzburg des Bistums Augsburg. 

## Beschreibung
Die Saalkirche wurde 1776 nach einem Entwurf von Joseph Dossenberger unter Einbeziehung eines spätgotischen Vorgängerbaus errichtet. Sie besteht aus einem Langhaus, das mit einem Walmdach bedeckt ist, einem eingezogenen, querrechteckigen Chor im Osten, an den nach Süden die Sakristei angebaut ist, und nach konvexer Überleitung nach Osten der Chorturm auf quadratischem Grundriss steht, dessen oberstes Geschoss die Turmuhr und den Glockenstuhl beherbergt, und der mit einem geschwungenen Zeltdach bedeckt ist. Die Fresken im Innenraum wurden 1776 von Konrad Huber eingebracht. Der Hochaltar wurde 1970 rekonstruiert. Der Entwurf der Kanzel wird Joseph Dossenberger zugeschrieben.